# Bohumil Doubek (1919)
Bohumil Doubek (14. října 1919 – 23. června 1975) byl velitel vyšetřovacího sektoru Státní bezpečnosti „nepřátel ve straně“ (1950 až 1953) a hlavní vyšetřovatel největšího politického procesu s komunisty v Československu – procesu se Slánským. V roce 1955 byl při první revizi politických procesů zatčen a obviněn z používání nezákonných vyšetřovacích metod. Ve vazbě sepsal obsáhlou zprávu o výrobě procesu se Slánským a vyšetřovacích metodách StB. V květnu 1957 byl odsouzen k devítiletému trestu odnětí svobody, ale již na konci roku 1957 byl z vězení propuštěn na základě milosti prezidenta Antonína Novotného.

## Hlavní vyšetřovatel StB nepřátel uvnitř strany
Narodil se 14. října 1919 v Praze, kde absolvoval reálné gymnázium. Po maturitě nastoupil na lékařskou fakultu Univerzity Karlovy, která byla záhy německou okupační správou jako ostatní české vysoké školy uzavřena. Během. Za druhé světové války pracoval jako pomocný dělník a úředník. V odboji nebyl aktivní.
Hned po osvobození vstoupil 9. května 1945 vstoupil do Komunistické strany Československa, v níž se aktivně se zapojil do politické práce. Od listopadu 1945 pracoval v sekretariátu Ústředního výboru Komunistické strany Československa, nejdříve jako účetní, poté vedoucí revizního oddělení, nakonec tajemník pro kádry. 
Na podzim 1949 si ho vybral Karel Šváb do skupiny pro odhalování nepřátel uvnitř komunistické strany, které žádal sovětský vůdce Stalin ve všech komunistických zemích poté, co se Jugoslávie pod vedením Josipa Tita odmítla podrobit Sovětskému svazu. Československo bylo s hledáním nepřátel uvnitř strany pozadu – v září 1949 proběhl velký politický proces v Maďarsku s László Rajkem, v prosinci 1949 v Bulharsku s Trajčo Kostovem.
S úkolem odhalit československého Rajka] přišel Bohumil Doubek na začátku roku 1950 na velitelství Státní bezpečnosti jako „stranická posila“. V březnu 1950 se stal ve třiceti letech a bez předchozích zkušeností velitelem nově vytvořeného vyšetřovacího sektoru VI/A, který měl s pomocí sovětských poradců zkonstruovat velký politický proces s nepřáteli uvnitř komunistické strany. Většina jeho podřízených stejně jako on nikdy nepracovala ve vyšetřování a neznala zákony, vyšetřovacím technikám je učili sovětští poradci.
V říjnu 1950 se stal hlavním vyšetřovatelem krajského tajemníka KSČ v Brně Otty Šlinga, který byl až do zatčení Rudolfa Slánského považován za hlavu protistátního spiknutí uvnitř KSČ], a jako takový byl vystaven hrubému fyzickému násilí a psychickému utrpení, jak později Bohumil Doubek přiznal: „Šling byl k většině svých výpovědí donucen násilím, buď hrubým násilím fyzickým, nebo formou tak zvaného přesvědčování, a což je úplně paradoxní, i působením na jeho „poměr ke straně“, kdy mu bylo říkáno, že strana od něho očekává přiznání věcí, které mu byly v podstatě předkládány,“ napsal ve své zpovědi.
Na základě vynucené výpovědi Šlinga došlo k lavinovitému zatýkání dalších vysokých komunistických funkcionářů včetně někdejšího Doubkova nadřízeného Karla Švába a v listopadu 1951 [Rudolfa Slánského, kterého ÚV KSČ již v září 1951 odvolalo z funkce generálního tajemníka strany. Jeho hlavu žádala Moskva, která do té doby vyšetřované komunisty považovala za málo významné. 
Doubkův tým všechny z nich donutil s použitím hrubého fyzického a psychického násilí k doznáním, že „vytvořili ve službách amerických imperialistů a řízeni nepřátelskými západními rozvědkami protistátní spiklenecké centrum, podkopávali lidově demokratické zřízení, mařili budování socialismu,“ aby zlikvidovali v Československu lidově demokratický řád.
„Hlavní linií vyšetřování bylo přimět vyšetřovance k doznání za každou cenu, i když v převážné většině případů jsme nedostali od operativy vůbec žádný materiál nebo materiál naprosto nehodnotný. Když jsem se proti tomu bránil, bylo mně sovětskými poradci zdůrazňováno, že nejlepším materiálem je vyšetřovanec a že je jen třeba si s ním vědět rady,“ popsal později Bohumil Doubek.
Proces konstruovaný Doubkovým týmem dva roky skončil 27. listopadu 1952, kdy Státní soud vynesl rozsudek smrti nad jedenácti vysokými funkcionáři KSČ a tři doživotní tresty. Po skončení procesu dostal odměnu 30 000 Kčs, Řád republiky a mimořádné povýšení na podplukovníka.
Krátce poté se pokusil odejít ze služeb Ministerstva národní bezpečnosti. Narazil na nesouhlas sovětských poradců i nadřízených. Následně začal mít problémy s alkoholem a zanedbával práci svěřeného úseku. 

## Propuštění z StB a obvinění z používání nezákonných metod vyšetřování
K 1. listopadu 1953 byl převelen na Správu nápravných zařízení jako zástupce náčelníka pro operativu a současně náčelník I. odboru (vyhledávání a řízení agentury mezi odsouzenými a dozorci). Jeho problémy s alkoholem však přetrvávaly a zanedbával služební povinnosti, dokonce zpronevěřil služební finance. Jeho případ byl nakonec projednán v kolegiu ministerstva vnitra a na ÚV KSČ a k 31. říjnu1954 byl uvolněn ze služeb ministerstva vnitra, oficiálně na vlastní žádost kvůli zdravotním problémům. Novou práci našel v propagačním oddělení n. p. Motokov. 
Při první revizi politických procesů v Československu byl Bohumil Doubek 12. června 1955 zatčen a vyloučen z KSČ. Ve vazbě v pankrácké věznici byl téměř každý den vyslýchán, a kromě toho sepsal z vlastního rozhodnutí mezi 10. a 17. srpnem 1955 své svědectví o výrobě politických procesů (tiskem vyšlo pod názvem StB o sobě. Výpověď vyšetřovatele Bohumila Doubka, editoval Karel Kaplan, vyd. ÚDV: Praha 2002). Přiznal v něm používání nezákonných vyšetřovacích metod za účelem vynucování nepravdivých doznání a falšování vyšetřovacích protokolů sektoru.
„O vyšetřování případů politického charakteru, jehož vedením jsem byl pověřen já, mohu zcela zodpovědně prohlásit, že při něm docházelo ke klamání strany i veřejnosti, což vedlo v mnoha případech k tomu, že jako nepřátelé byli odstraňováni a odsuzováni poctiví funkcionáři strany. K získání podkladů pro toto, správně nazváno, falšování skutečností bylo při vyšetřování používáno násilných, protizákonných a jiných metod, které i když nebyly násilné, byly stejně nebo ještě více nebezpečné,“ napsal v úvodu svého ručně psaného svědectví.
Po dlouhém jednání nakonec politické byro ÚV KSČ rozhodlo, že bude postaven před soud. Dne 17. května 1957 byl Bohumil Doubek odsouzen k devíti letům vězení a jeho spolupracovník kapitán Vladimír Kohoutek k pěti letům. Mnohé z jejich obětí byly ještě ve vězení, ale Doubek a Kohoutek byli již koncem roku 1957 omilostněni prezidentem Novotným. Jak důvod této milosti uvedl Novotný, že proti většině příslušníků StB, kteří používali stejných vyšetřovacích metod, za které byl Doubek odsouzen, nebylo zaveden trestní stíhání, a proto považoval za možné Doubkův trest zkrátit.
Doubek poté nastoupil do kontrolního oddělení Čedoku a vzhledem k vážným zdravotním problémům odešel do invalidního důchodu. Žil v domě ministerstva vnitra v Praze na Letné zvaném Molochov.
Zemřel v 55 letech 23. října 1975.